# Valentine (álbum)
Valentine es el séptimo álbum de estudio del cantautor inglés Roy Harper, publicado el 14 de febrero de 1974 por el sello discográfico Harvest Records.

## Ilustración y embalaje
La carátula del álbum ha cambiado a lo largo de los años según el sello de lanzamiento. El lanzamiento original de Harvest presentaba un retrato al carbón de Harper borrándose a sí mismo con una goma de borrar. Fue dibujado por Joe Petagno mientras trabajaba para Hipgnosis. El relanzamiento de Awareness Records de 1989 incluía un retrato de Harper realizado por su entonces esposa. En 1994, el lanzamiento de Science Friction volvió a ser un retrato de Harper, similar al lanzamiento original, esta vez dibujado por un viejo amigo de Harper, James Edgar.

## Lista de canciones
Todas las canciones escritas y compuestas por Roy Harper, excepto donde esta anotado. 
| Lado uno |                             |          |  |
| N.º      | Título                      | Duración |  |
| 1.       | «Forbidden Fruit»           | 2:35     |  |
| 2.       | «Male Chauvinist Pig Blues» | 3:36     |  |
| 3.       | «I'll See You Again»        | 4:58     |  |
| 4.       | «Twelve Hours of Sunset»    | 5:06     |  |
| 5.       | «Acapulco Gold»             | 4:06     |  |

| Lado dos |                                                |          |  |
| N.º      | Título                                         | Duración |  |
| 1.       | «Commune»                                      | 4:34     |  |
| 2.       | «Magic Woman (Liberation Reshuffle)»           | 6:35     |  |
| 3.       | «Che»                                          | 3:04     |  |
| 4.       | «North Country» (tradicional, arr. por Harper) | 4:35     |  |
| 5.       | «Forever»                                      | 2:52     |  |

- Los lados uno y dos fueron combinados como pista 1–10 en la reedición de CD.

| Bonus tracks (1989 Awareness Records reissue) |                                                                            |          |  |
| N.º                                           | Título                                                                     | Duración |  |
| 11.                                           | «Home – Studio Version» (from Flashes from the Archives of Oblivion, 1974) | 3:10     |  |
| 12.                                           | «Too Many Movies» (from Flashes from the Archives of Oblivion, 1974)       | 6:35     |  |
| 13.                                           | «Home – Live Version» (from Flashes from the Archives of Oblivion, 1974)   | 6:11     |  |

## Posicionamiento
| Gráfica (1974)                | Pico de posición |
| ----------------------------- | ---------------- |
| Reino Unido (UK Albums Chart) | 27               |